# Archytaea
Archytaea é um género botânico pertencente à família Bonnetiaceae.

## Espécies
- Archytaea alternifolia
- Archytaea angustifolia
- Archytaea multiflora
- Archytaea pulcherrima
- Archytaea sessilis
- Archytaea triflora
- Archytaea vahlii